# Europi(II) bromide
Europi(II) bromide là một hợp chất tinh thể của europi và brom, có công thức hóa học EuBr2. Europi(II) bromide là chất bột màu trắng ở nhiệt độ phòng và không mùi. Europi(II) bromide có tính hút ẩm.

## Điều chế
Europi(II) bromide được điều chế bằng ba phản ứng sau:
2EuBr3 + Eu → 3EuBr2 (ở nhiệt độ 800–900 °C)
2EuBr3 → 2EuBr2 + Br2 (ở nhiệt độ 900–1000 °C)
Eu + HgBr2 → EuBr2 + Hg (ở nhiệt độ 700–800 °C)